# Raionul Novomoskovsk, Dnipropetrovsk
Novomoskovsk (în ucraineană Новомосковський район, transliterat: Novomoskovskîi raion) este un raion în regiunea Dnipropetrovsk, Ucraina. Are reședința la Novomoskovsk.
Are o suprafață de 3.482,9 km². Populația este de 167.526 locuitori, determinată în 2022, prin bilanț demografic[*].